# Synagogue Tempel (Cracovie)
La synagogue Tempel  (en polonais Syngagoga Tempel) est une synagogue du quartier Kazimierz de la ville polonaise de Cracovie. Le bâtiment a été construit dans le style mauresque selon les plans d'Ignacy Hercok de 1860 à 1862 le long de la rue Miodowa. Il s'agit d'un bâtiment classé.

La synagogue de Leopoldstadt à Vienne a servi de modèle, Cracovie faisant alors partie de l'Autriche-Hongrie. Le temple de Leopoldstadt a également servi de modèle à de nombreuses autres synagogues européennes de style oriental, telles que la synagogue de Zagreb, la synagogue espagnole de Prague et le temple choral de Bucarest.

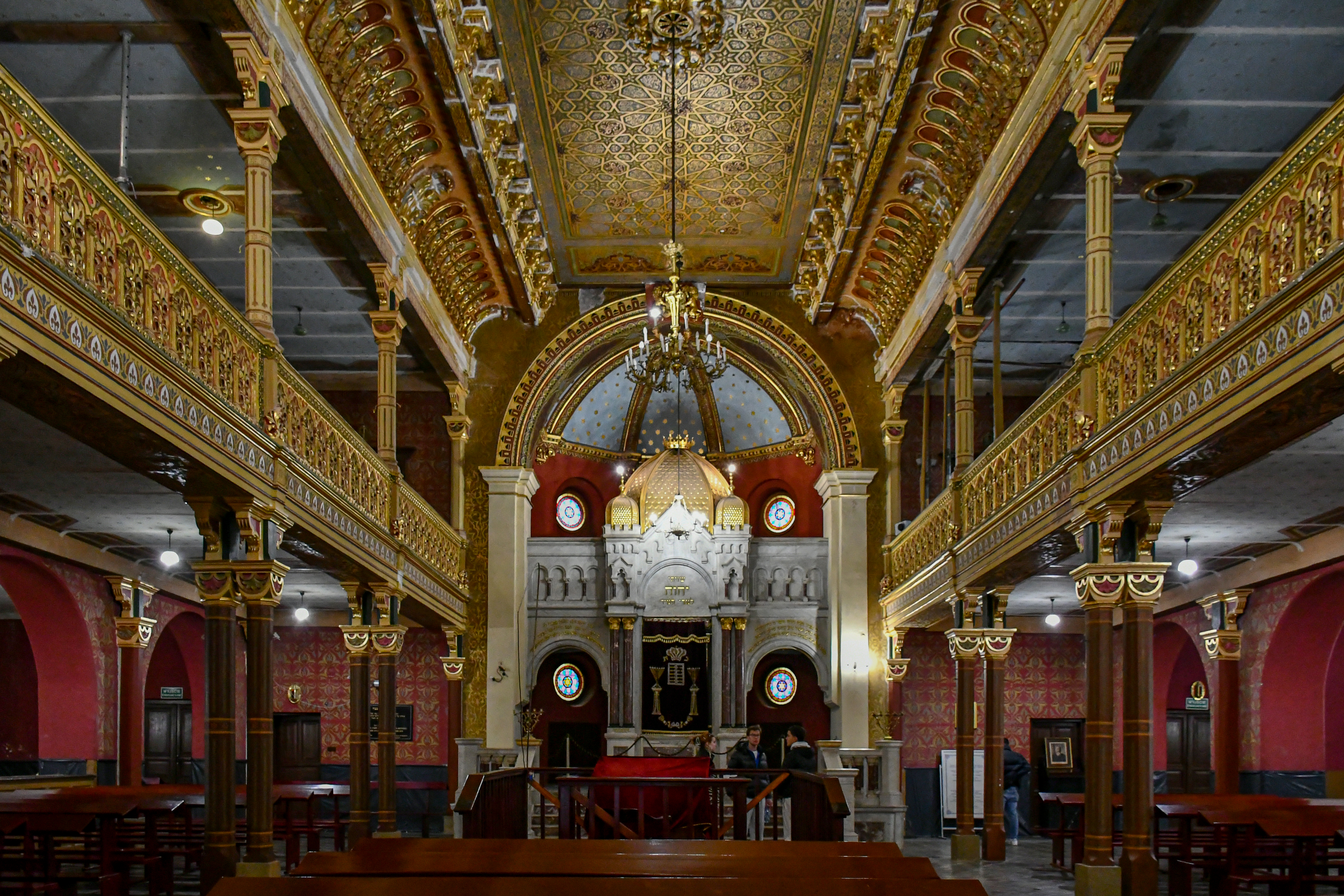
Intérieur

## Liens web
50.05291719.944444Koordinaten: 50° 3′ 10,5″ N, 19° 56′ 40″ O